# Les Mercenaires du Rio Grande
Pour la version allemande, voir Le Trésor des Aztèques et La Pyramide du dieu Soleil.
Pour plus de détails, voir Fiche technique et Distribution.
Les Mercenaires du Rio Grande  (Der Schatz der Azteken/Die Pyramide des Sonnengottes) est un film franco-italo-allemand de Robert Siodmak sorti en 1966. 
Il s'agit d'une compilation — conçue pour les marchés français et italien — des longs métrages Le Trésor des Aztèques (Der Schatz der Azteken) et La Pyramide du dieu Soleil (Die Pyramide des Sonnengottes) de Robert Siodmak, adaptés des romans de l'écrivain allemand Karl May et sortis l'année précédente en Allemagne.

## Synopsis
Mexique, 1864. L'empereur français Napoléon III impose l'archiduc Maximilien d'Autriche contre la volonté du peuple. Chargé par le président américain Abraham Lincoln de transmettre un message secret, le médecin allemand Karl Sternau est à la recherche de Benito Juárez. Sur son chemin, il croise le vendeur de coucous Andreas Hasenpfeffer qui l'aide dans la région en conflit entre l'autoproclamé capitaine Verdoja et le lieutenant Potoca. Ils rencontrent aussi un vieil ami de Sternau, Frank Wilson, surnommé « Flèche-de-Tonnerre », et l'aident à libérer deux jeunes femmes qui voyageaient seules des mains des Chichimèques. L'une d'elles est la princesse aztèque Karja. 

## Fiche technique
- Titre original : Der Schatz der Azteken / Die Pyramide des Sonnengottes
- Titre français : Les Mercenaires du Rio Grande
- Titre italien : I violenti di Rio Bravo
- Réalisation : Robert Siodmak, assisté de Stevan Petrovic
- Scénario : Georg Marischka, Ladislas Fodor et Robert Adolf Stemmle d'après Karl May
- Musique : Erwin Halletz
- Direction artistique : Herta Hareiter, Kosta Krivokapic, Otto Pischinger
- Costumes : Edith Almoslino
- Photographie : Siegfried Hold
- Son : Erhard Schulze
- Montage : Walter Wischniewsky
- Production : Artur Brauner
- Sociétés de production : CCC-Filmkunst, Franco London Films, Serena Film
- Sociétés de distribution : Omnia Deutsche Film Export, Gloria Film (Allemagne), Dicifrance (France)
- Pays d'origine :  Allemagne de l'Ouest /  France /  Italie
- Langue : allemand
- Format : Couleur - 35 mm - 2,35:1 - Mono
- Genre : Film d'aventures
- Durée : 98 minutes (1h38)
- Dates de sortie :
  - Allemagne de l'Ouest : 4 mars 1965 (Le Trésor des Aztèques) / 17 avril 1965 (La Pyramide du dieu Soleil)
  - France : 3 août 1966
  - Italie : 30 mars 1967

## Distribution
- Lex Barker : Dr. Karl Sternau
- Gérard Barray : Alfonso
- Teresa Lorca : Karja
- Rik Battaglia : le capitaine Verdoja
- Ralf Wolter : Andreas Hasenpfeffer
- Kelo Henderson (en) : Larry Wilson
- Fausto Tozzi : Benito Juarez
- Michèle Girardon : Josefa
- Friedrich von Ledebur : le comte Don Fernando de Rodriganda y Sevilla
- Gustavo Rojo : le lieutenant Potoca
- Mirko Kujacic : Flathouani
- Jeff Corey : Abraham Lincoln
- Jean-Roger Caussimon : le maréchal Bazaine
- Alessandra Panaro : Rosita Arbellez
- Hans Nielsen : Don Pedro Arbellez
- Reinhold Pasch : le notaire de Don Fernando
- Mavid Popović (de) : Cerf-Noir